# Argentina Spinola
Argentina Spinola (Genova, 1294 – Casale Monferrato, 1338) fu consorte di Teodoro I del Monferrato, principe di Bisanzio e marchese del Monferrato.

## Biografia
Era figlia del mercante ed esponente politico della Repubblica di Genova Opizzino Spinola e della nobildonna Violante di Saluzzo.
Nell'Ottobre del 1307 a Costantinopoli Sposò Teodoro I del Monferrato, dalla quale ebbe due figli:
- Violante (1318 – 1342), che sposò Aimone di Savoia;
- Giovanni (1321 – 1372), futuro Giovanni II del Monferrato;